# Multipeniata kho
Multipeniata kho är en plattmaskart. Multipeniata kho ingår i släktet Multipeniata och familjen Multipeniatidae. Inga underarter finns listade i Catalogue of Life.